# Departement Omgeving (Vlaanderen)
Het Departement Omgeving van de Vlaamse overheid staat in voor de realisatie van een kwaliteitsvol leefmilieu en de ontwikkeling van een geïntegreerd omgevingsbeleid (ruimte, leefmilieu, natuur en energie).
Het departement is ontstaan uit een fusie op 1 april 2017 van de voormalige departementen Leefmilieu, Natuur en Energie (LNE) en Ruimte Vlaanderen (ex-RWO).
Het departement heeft de volgende afdelingen:
- Afdeling Beleidsontwikkeling en Juridische Ondersteuning (BJO)
- Team Digitalisering
- Afdeling Gebiedsontwikkeling, Omgevingsplanning en -projecten (GOP)
- Afdeling Handhaving
- Afdeling Partnerschappen met Besturen en Maatschappij (PBM)
- Afdeling Strategie, Internationaal Beleid en Dierenwelzijn (SID)
- Afdeling Vlaams Planbureau voor Omgeving (VPO)